# Cabot bouche ronde
Cotylopus acutipinnis
Espèce
Statut de conservation UICN

 DD  : Données insuffisantes
Le cabot bouche ronde (Cotylopus acutipinnis) est une espèce de poissons gobiiformes de la famille des gobiidés dont les alevins font partie du bichique, il partage cette particularité avec Sicyopterus lagocephalus, poisson très proche, lui aussi couramment dénommé « cabot bouche ronde », ce qui peut porter à confusion.

## Distribution
Cette espèce amphidrome est endémique des Mascareignes dans le sud-ouest de l'océan Indien. Jugée abondante à l'île de La Réunion, elle est plus rare à l'île Maurice. Cependant, la pêche intensive des bichiques principalement mais aussi le braconnage des spécimens adultes (dont la pêche est interdite) et les barrages sur les rivières entraînent le déclin de l'espèce à La Réunion, depuis les années 1980, l'UICN l'a classée comme "quasi-menacée".

## Description
Elle mesure jusqu'à 134 mm.[réf. souhaitée]

## Publication originale
- Guichenot, 1863 : Faune ichthyologique. Notes sur l'ile de la Réunion (Bourbon). Paris. 2nd Partie, Annexe C, p. C1-C32.